# Carex oligosperma
Carex oligosperma är en halvgräsart som beskrevs av André Michaux. Carex oligosperma ingår i släktet starrar, och familjen halvgräs. Inga underarter finns listade i Catalogue of Life.